# Allgäuer Zeitung

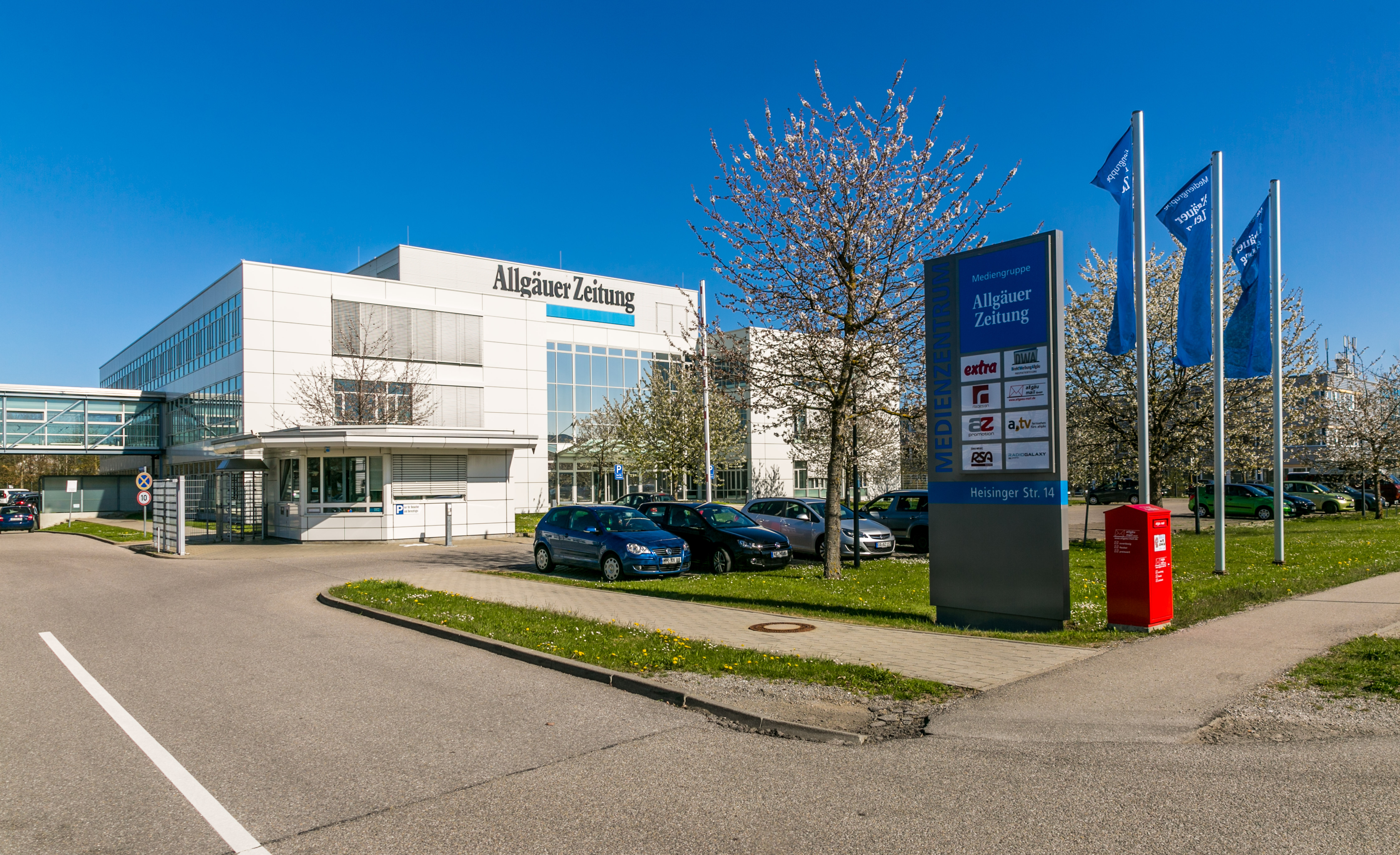
Das Medienzentrum in der Heisinger Straße in Kempten ist die Zentrale der Allgäuer Zeitung und Sitz der Mediengruppe.

Die Allgäuer Zeitung, kurz AZ, ist eine Tageszeitung für die Region Allgäu und Mittelschwaben. Die Auflage der acht Lokalausgaben liegt bei aktuell 77132 Exemplaren inklusive der Heimatzeitung Der Westallgäuer, der gemeinsam mit dem Heimatverlag in Weiler herausgegeben wird. Die Lokalausgabe Kempten (Kempter Tagblatt) hat hierbei einen Anteil von rund 17161 Exemplaren.

## Geschichte

### Gleichnamige Vorgänger
Die Gründung des ersten Blattes, das sich Allgäuer Zeitung nannte, geht auf das Jahr 1848 zurück, als Josef Huber – Inhaber der Köselschen Buchdruckerei – als Gegengewicht zur radikal eingestellten Kempter Zeitung die politische Tageszeitung Konstitutionelle Blätter aus dem Allgäu ins Leben rief. Allgäuer Zeitung nannte sich das Blatt spätestens im Jahr 1853. Sie erschien im Kösel-Verlag als „Organ katholischer Publizistik“ mit vorwiegend kirchlichen und religiösen Berichten, die sich besonders gegen Bismarcks kulturpolitische und kirchliche Bestrebungen wandten. Nach dem Sieg Preußens über Österreich 1866 und damit dem Erfolg der bismarckschen Politik stellte das Blatt sein Erscheinen ein.
1874 wurde die Allgäuer Zeitung, wiederum im Kösel-Verlag, als bewusst katholisch ausgerichtete Presse neu gegründet. Ab 1894 erschien die Allgäuer Zeitung einige Jahre zweimal täglich.
1934 wurde die Allgäuer Zeitung, in Folge der Gleichschaltung der Medien in der Zeit des Nationalsozialismus eingestellt und das seit 1933 erscheinende, regimekonforme Allgäuer Tagblatt wurde die einzige in Kempten erscheinende Zeitung. Am 27. April 1945 erschien das Allgäuer Tagblatt zum letzten Mal, als die US-amerikanischen Truppen in Kempten einmarschierten.

### Die Presse im Allgäu nach dem Zweiten Weltkrieg
Nach dem Ende des Zweiten Weltkrieges mussten alle von deutschen Verlegern herausgegebenen Tageszeitungen ihr Erscheinen einstellen. Im September 1945 erteilte die US-amerikanische Militärregierung dem aus Ellwangen stammenden Caspar Rathgeb und Hans Falk die Lizenz Nummer 11 mit dem Auftrag, eine Tageszeitung für das gesamte Allgäu herauszugeben. Sie gaben dem neuen Blatt, welches am 13. Dezember 1945 erstmals erschien, den Namen Der Allgäuer. Die Redaktionsleitung übernahm der gebürtige Kölner Hans Falk. Gedruckt wurde das Blatt in den ersten Jahren in der Ferdinand Oechelhäuserschen Druckerei in Kempten. Die sieben Bezirksausgaben des Allgäuers erschienen nicht wie heute täglich, sondern nur zweimal pro Woche. Denn es fehlte am Anfang an Papier, an Mitarbeitern und auch an Benzin für die Verteilung der Zeitungen. Ab März 1951 erschien der „Allgäuer“ sechsmal pro Woche.

### Allgäuer Zeitung
Trotz den Widrigkeiten der Nachkriegszeit konnte der Allgäuer Heimatverlag bereits im Jahr 1952 aus den Räumen der Ferdinand Oechelhäuserschen Druckerei in Kempten in ein eigenes Verlags- und Betriebsgebäude in der Kotterner Straße 64 umziehen. Anfang der 1960er Jahre verkaufte dann Hans Falk seinen Anteil an Georg Fürst von Waldburg zu Zeil, seinerseits Gesellschafter der Schwäbischen Zeitung und des Medienhauses Schwäbischer Verlag. Im Jahre 1967 übernahm Fürst von Waldburg zu Zeil ebenfalls die Anteile von Caspar Rathgeb und wurde alleiniger Herausgeber des Allgäuers. Franz Josef Dazert, der Generalbevollmächtigte des Fürsten, übernahm die Geschäftsführung.

### Kooperation mit Augsburg
Der Verleger der Augsburger Allgemeine, Curt Frenzel, sah jetzt das Verlagsgeschehen der Region so in Bewegung, dass seiner zentralen Stellung in Schwaben Gefahr drohen könnte. Deshalb brachte er im Allgäu vier Bezirksausgaben der Augsburger Allgemeinen heraus. Beiden Seiten wurde allerdings schnell klar, dass nur eine Kooperation für beide Verlage eine erfolgreiche Zukunft haben wird. Man fasste daher die gemeinsame Herausgabe einer Zeitung ins Auge und konnte die Gespräche auch mit den Heimatverlegern, die mit dem Allgäuer Heimatverlag zusammenarbeiteten, erfolgreich abschließen. Schließlich wurde die Allgäuer Zeitungsverlag GmbH gegründet und es erschien die Allgäuer Zeitung als Kopfblatt mit dem Mantelteil der Augsburger Allgemeinen, aber mit einem eigenen Regionalteil und eigenen lokalen Teilen (Heimatzeitungen) in Buchloe, Füssen, Kaufbeuren, Kempten, Marktoberdorf, Memmingen und mit den Heimatverlagen in Immenstadt und Weiler im Allgäu.
Die erste „Allgäuer Zeitung“ in der heutigen Form erschien am 1. Oktober 1968.
In den folgenden Jahren entwickelte sich die Allgäuer Zeitung im Verbund mit der Augsburger Allgemeinen weiter. Einige der Heimatverlage, die als Herausgeber einzelner Lokalausgaben fungierten, gingen im Allgäuer Zeitungsverlag auf. 2001 wurden die Verlage der Allgäuer Zeitung Füssen und der Buchloer Zeitung, 2004 der Allgäuer Zeitung Marktoberdorf, 2005 der Memminger Zeitung und 2022 des Allgäuer Anzeigeblattes in den Allgäuer Zeitungsverlag integriert.
Sitz des Verlages, der Zentralredaktion, der Druckerei und der Logistik ist seit 1998 das Allgäuer Medienzentrum an der Heisinger Straße in Kempten. 1999 startete der Verlag seinen Internetauftritt www.all-in.de. Im April 2020 ging die Nachrichtenseite www.allgäuer-zeitung.de an den Start.

## Auflage & Lokalteile
Die Allgäuer Zeitung hat wie die meisten deutschen Tageszeitungen in den vergangenen Jahren an Auflage eingebüßt. Die verkaufte Auflage ist in den vergangenen 10 Jahren um durchschnittlich 2,6 % pro Jahr gesunken. Im vergangenen Jahr hat sie um 4,4 % abgenommen. Sie beträgt gegenwärtig 77132 Exemplare, diese Zahl enthält auch kostenpflichtige E-Paper und Probeabonnements. Der Anteil der Abonnements an der verkauften Auflage liegt bei 87,7 Prozent.

### Lokalausgaben und ihre Verbreitung
| Titel                                                              | Verbreitungsgebiet                                                                                       | Auflage Laut IVW (Stand 02/2022) |
| ------------------------------------------------------------------ | --- | -------------------------------- |
| Buchloer Zeitung (Allgäuer Zeitung) Ausgabe Kaufbeuren             | Buchloe und nördlicher Landkreis Ostallgäu Kreisfreie Stadt Kaufbeuren und mittlerer Landkreis Ostallgäu | 11.188                           |
| Allgäuer Zeitung Ausgabe Füssen                                    | Füssen und südlicher Landkreis Ostallgäu                                                                 | 7617                             |
| Allgäuer Zeitung Ausgabe Kempten                                   | Kreisfreie Stadt Kempten und nördlicher Landkreis Oberallgäu                                             | 17.161                           |
| Allgäuer Zeitung Ausgabe Marktoberdorf                             | Marktoberdorf und mittlerer Landkreis Ostallgäu                                                          | 7196                             |
| Memminger Zeitung                                                  | Kreisfreie Stadt Memmingen und südlicher Landkreis Unterallgäu                                           | 15.241                           |
| Allgäuer Anzeigeblatt                                              | Immenstadt im Allgäu, südlicher Landkreis Oberallgäu und das Kleinwalsertal in Österreich                | 12.341                           |
| Der Westallgäuer gemeinsame Herausgabe mit Holzer Druck und Medien | Weiler im Allgäu, Lindenberg im Allgäu und Bayerisches Westallgäu                                        | 6381                             |

## Redaktion
In der Zentralredaktion und den acht Lokalredaktionen schreiben und recherchieren täglich rund 70 Redakteure Nachrichten, die für die Region relevant sind. Die Veröffentlichung der Inhalte in den Lokalausgaben und auf dem gemeinsamen Nachrichtenportal allgäuer-zeitung.de werden am Newsdesk in Kempten von 6 bis 22 Uhr koordiniert.
Die Redaktionsleitung haben Sascha Borowski und Markus Raffler im Mai 2023 übernommen. Der bisherige Chefredakteur Uli Hagemeier hat die Allgäuer Zeitung verlassen.